# GARIOA
Government Aid and Relief in Occupied Areas (GARIOA) war seit 1946 ein US-Hilfeprogramm nach dem Zweiten Weltkrieg für die besetzten Länder Japan, Österreich und die von den Alliierten besetzten Zonen in Deutschland.
Deutschland erhielt GARIOA-Hilfe zwischen Juli 1946 und März 1950. Die JCS 1067 war bis Juli 1947 gültig, es war daher verboten, GARIOA zu verwenden, um Rohstoffe für die Industrie zu importieren.
Österreich erhielt die GARIOA-Hilfe nur in der US-Besatzungszone.
Die Hilfe wurde hauptsächlich in Form von Nahrung ausgegeben, um ein Verhungern der Bevölkerung zu vermeiden. Die Rationen waren mangelhaft in der Zusammensetzung und blieben weit unter der minimal empfohlenen Ernährungsmenge. Beamte erklärten, dass die verteilten Lebensmittel-Rationen zu einem „ziemlich schnellen Verhungern führen würden“ (represented a fairly rapid starvation level).
Die Hilfen wurden, wie beim späteren Marshallplan, den besetzten Ländern in Rechnung gestellt. 1953 beliefen sie sich auf 3,3 Milliarden Dollar für die Bundesrepublik Deutschland, doch wurde im gleichen Jahr entschieden, dass davon nur 1,1 Milliarden Dollar zurückzuzahlen seien. Der Betrag wurde bis 1971 abbezahlt.
Privaten Organisationen wie dem IKRK wurden von den Alliierten die Unterstützung von Deutschen mit Lebensmitteln verboten, jedoch wurde dieses Verbot im Frühjahr 1946 aufgehoben (siehe CRALOG).
Im Frühjahr 1946 wurde dem IKRK schließlich auch erlaubt, Kriegsgefangene in der US-Besatzungszone zu besuchen und eine begrenzte Menge von Nahrungsmittelhilfen zu verteilen.